# Andrzej Gruszczyk
Andrzej Wojciech Gruszczyk (ur. 5 marca 1947, zm. 7 marca 2018) – polski leśnik, urzędnik, działacz regionalny, poeta i muzyk, dyrektor Gorczańskiego Parku Narodowego w latach 1990–2000.

## Życiorys
Ukończył studia leśnicze na Akademii Rolniczej w Krakowie, należał do Stowarzyszenia Wychowanków Uniwersyteckich Studiów Rolniczych. Był współzałożycielem i wiceprzewodniczącym NSZZ „Solidarność” na swojej Alma Mater. Od 1990 do 2000 roku sprawował funkcję dyrektora Gorczańskiego Parku Narodowego; utracił ją wskutek oskarżeń o naruszenie dyscypliny finansów publicznych. Od listopada 2007 do lutego 2009 piastował stanowisko prezesa spółki Gorczańskie Wody Termalne.
Mieszkał w gminie Niedźwiedź, gdzie wypełniał funkcję sekretarza gorczańskiego oddziału Związku Podhalan. Znalazł się także w prezydium głównym tej organizacji. Tworzył i wykonywał piosenki poetyckie, a także poezję.
Był współautorem m.in. przewodnika przyrodniczego po Gorczańskim Parku Narodowym, a także felietonistą.